# Georges Rivière (critique d'art)
Pour les articles homonymes, voir Georges Rivière et Rivière (homonymie).
Georges Rivière, né le 29 mars 1855 à Vaugirard (Paris), et mort le 16 février 1943 à son domicile dans le 14e arrondissement de Paris, est un peintre, collectionneur et critique d'art français. Il dirigea le journal L'Impressionniste et d'autres publications critiques des artistes impressionnistes.

## Biographie
Georges Rivière devient un ami proche du peintre impressionniste Pierre-Auguste Renoir qu'il rencontra lors de la première exposition impressionniste en 1874. Renoir représenta l'écrivain sur l'une de ses toiles les plus célèbres, Bal du moulin de la Galette, réalisée en 1876.
La collaboration de Georges Rivière avec des artistes du cercle impressionniste français s'est développée quand il fonda le journal L'Impressionniste à l'occasion de la 3e exposition impressionniste en 1877. Rivière dirigea les cinq numéros publiés en avril de cette année, et ses textes critiques étaient parfois les seuls à mettre en valeur les artistes regroupés autour de Renoir.
L'année suivant la mort de Renoir en 1920 et jusqu'à sa mort en 1943, Rivière publia plusieurs monographies consacrées aux principaux représentants des mouvements impressionnistes et postimpressionnistes, dont celles sur son ami Paul Cézanne, Pierre-Auguste Renoir et Edgar Degas.
Son portrait par Renoir (1877) reproduit ci-contre appartint vers 1966 à la collection des époux Paul Mellon ou à celle de Mrs Mellon Bruce (reprod. sous le n°103 du catalogue de l'exposition French paintings  à la National Gallery of Art de Washington en 1966).
Il est mort le 16 février 1943 en son domicile au 205 bis boulevard Raspail dans le 14e arrondissement.

## Famille

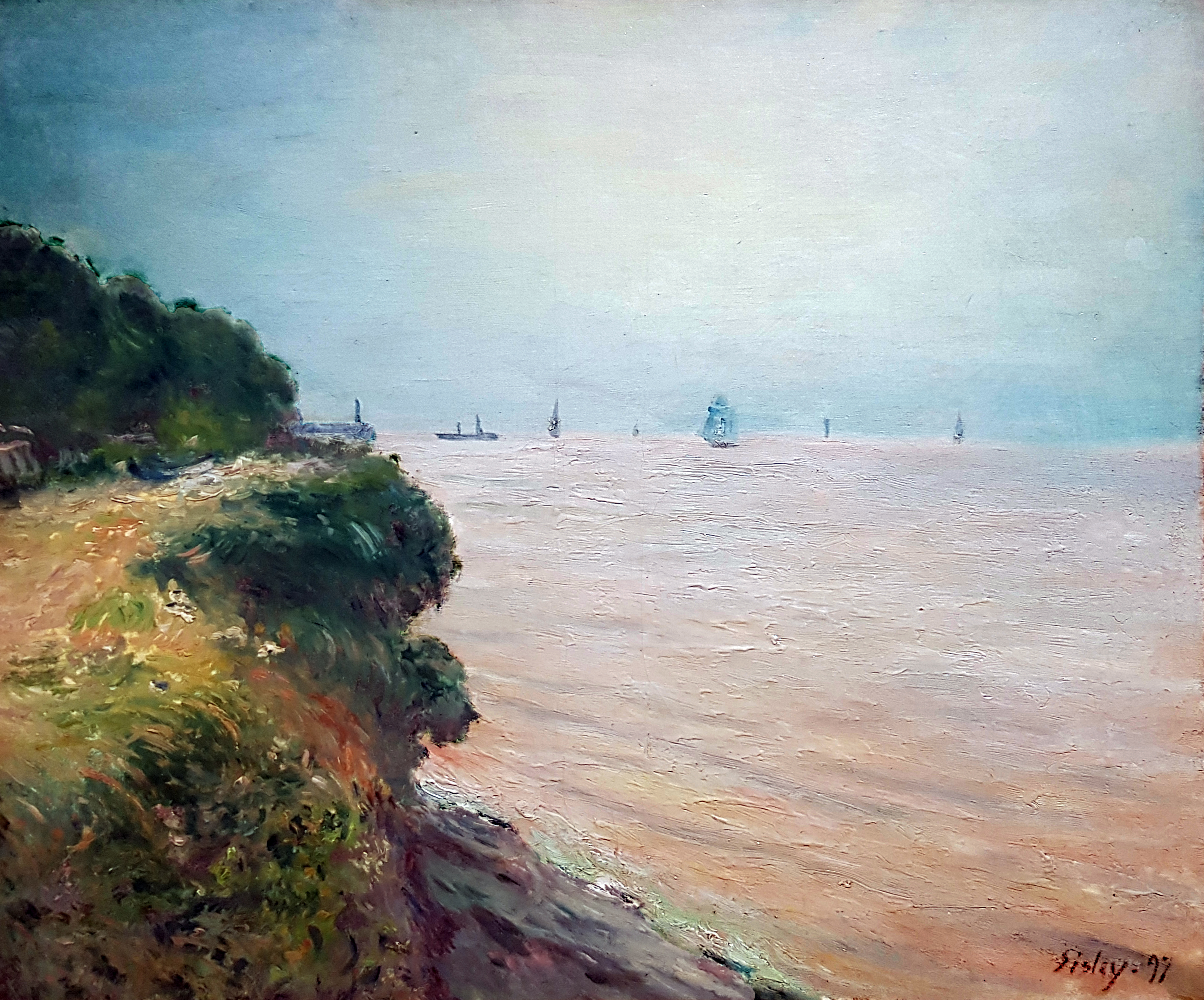
Alfred Sisley, La Baie de Langland (1897), ancienne collection Georges Rivière. Cologne, Wallraf-Richartz Museum.

Ses filles, Renée et Hélène Rivière, se sont mariées respectivement à Paul Cézanne junior, le fils de Paul Cézanne et à Edmond Renoir junior, le fils du frère de Pierre-Auguste Renoir, Edmond Renoir.

## Publications

### Livres
- Renoir et ses amis, Paris, Librairie Henri Floury, 1921
- Le maître Paul Cézanne, Paris, Librairie Henri Floury, 1923
- Cézanne, le peintre solitaire, Paris, Librairie Henri Floury, 1933
- Mr. Degas, bourgeois de Paris, Paris, Librairie Henri Floury, 1935

### Articles
- L'Exposition des impressionnistes, L'Impressionniste, n° 2, 14 avril 1877
- Avons-nous encore un art français ?, L'Art vivant, n° 138, 1er septembre 1930, p. 721-722